# Leopold Hochgatterer
Leopold Hochgatterer (* 11. April 1899 in Waldhausen im Strudengau; † 13. März 1971 in Mauthausen) war ein österreichischer Steinarbeiter und Politiker (SPÖ). Von 1945 bis 1966 war er Abgeordneter zum Oberösterreichischen Landtag.

## Leben und politisches Wirken
Leopold Hochgatterer besuchte zunächst die Pflichtschulen, anschließend arbeitete er als Steinarbeiter. In Folge des Bürgerkriegs von 1934 wurde er zweimal kurzzeitig verhaftet, vom Verdacht auf Sprengstoffdiebstahl allerdings freigesprochen. 1945 wurde Hochgatterer Bürgermeister von Mauthausen; diese Funktion hatte er bis 1970 inne. Daneben war er Orts- sowie Bezirksparteiobmann der SPÖ. Ebenfalls 1945 wurde Hochgatterer in den Oberösterreichischen Landtag gewählt, dem er bis 1966 angehörte. Zudem war er als Gewerkschaftssekretär der Bau- und Holzarbeiter in Linz tätig.
Hochgatterer war verheiratet und hatte drei Kinder.

## Auszeichnungen
- Goldenes Verdienstzeichen der Republik Österreich
- Victor-Adler-Plakette der SPÖ
- Ehrenbürger von Mauthausen